# SOR CN 12,3
SOR CN 12,3 je model příměstského částečně nízkopodlažního autobusu, který byl vyráběn českou společností SOR Libchavy v letech 2014–2022. Jeho prototyp byl původně představen pod názvem SOR CN 12,5. Jedná se o prodlouženou verzi autobusu SOR CN 12. Kromě dieselové verze byla vyráběna i verze na stlačený zemní plyn SOR CNG 12,3.

## Konstrukce
Model CN 12,3 je dvounápravový, přičemž v prostoru od zadní nápravy dopředu je autobus nízkopodlažní. Zadní náprava je hnací, motor a převodovka se nachází pod podlahou v zadní části vozu. Dvoudveřová karoserie vozu je svařena z ocelových profilů, zvenku je oplechovaná, zevnitř obložená plastovými deskami. Podlaha v nízkopodlažní části se nachází ve výšce 360 mm nad vozovkou. Kabina řidiče je uzavřená. Přední náprava je značky SOR, zadní tuhá náprava je značky DANA. Verze CNG 12,3, poháněná stlačeným zemním plynem (CNG), má na střeše palivové nádrže.

## Výroba a provoz
Prototyp vozu (prezentován po označením CN 12,5) byl vyroben v roce 2014, kdy byl vystaven na pražském veletrhu CzechBus. Vůz byl součástí dodávky prvních patnácti autobusů CN 12,3 pro dopravce Arriva Teplice. První autobus verze s pohonem na stlačený zemní plyn s označením CNG 12,3 byl vyroben roku 2015 a výrobce jej používal pro prezentační účely. Produkce modelů CN 12,3 a CNG 12,3 skončila v roce 2022, kdy byl vyroben vůz CN 12,3 s nejvyšším výrobním číslem 477.

## Galerie

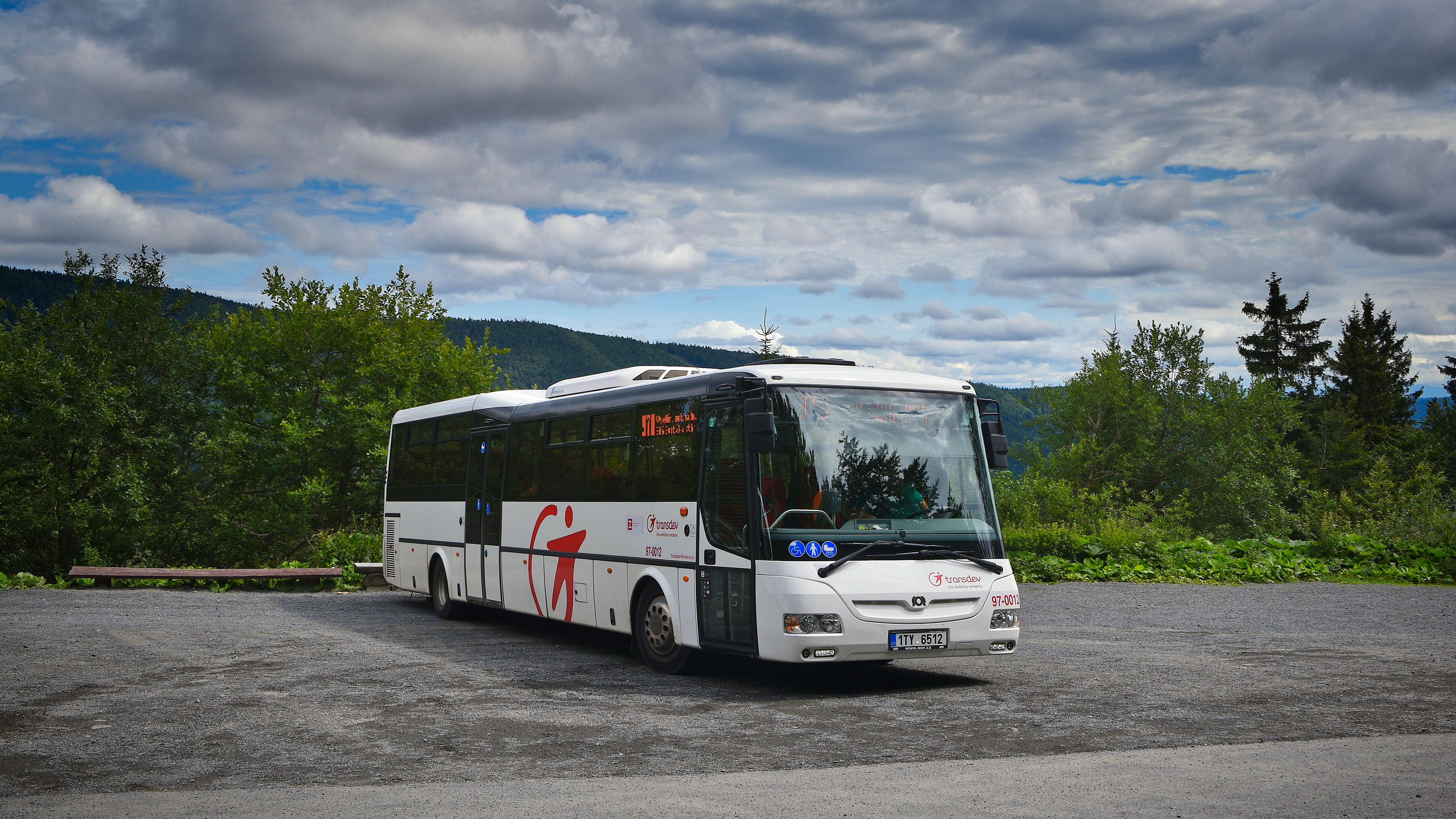
SOR CN 12,3 dopravce Transdev Morava
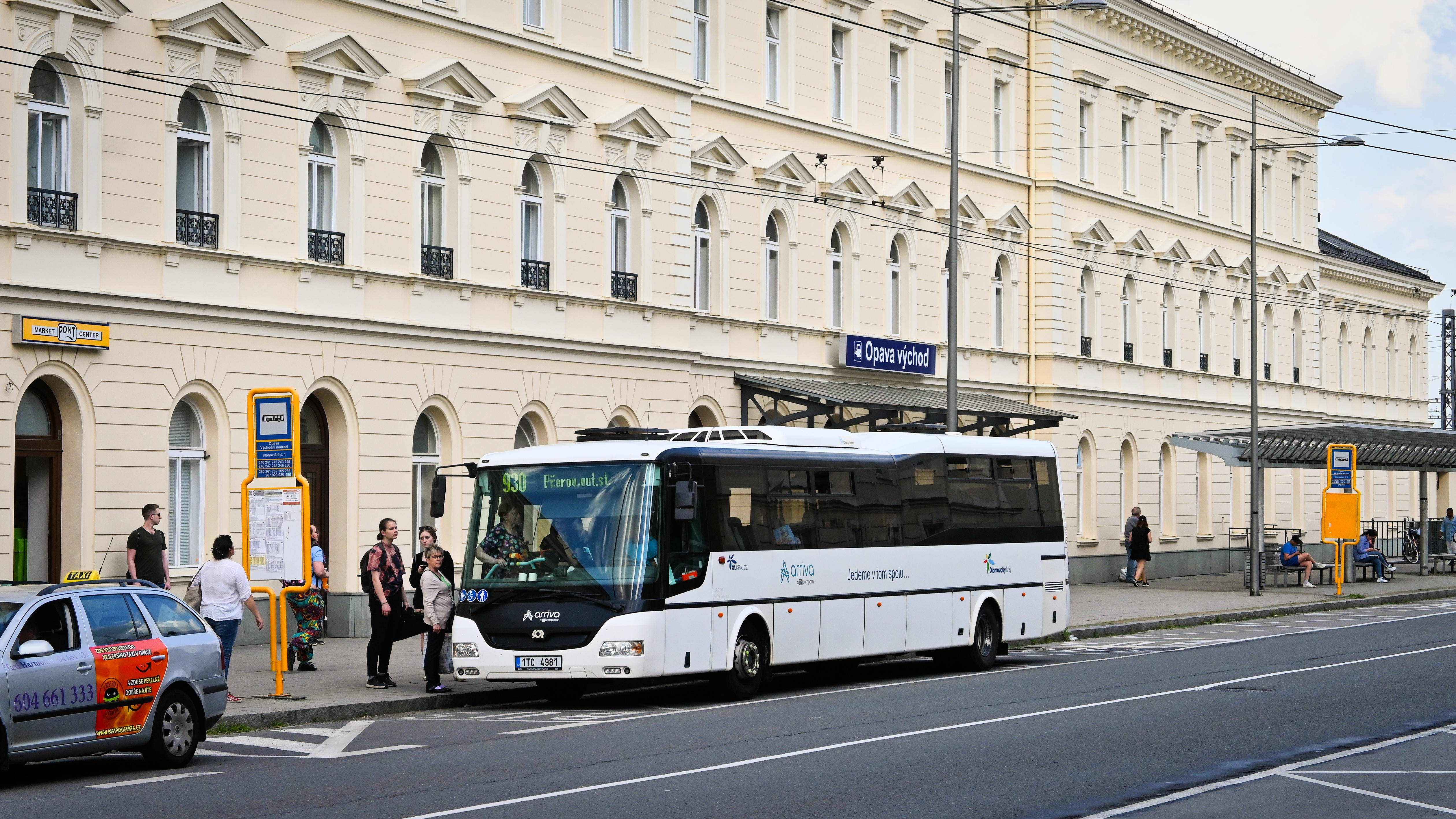
SOR CN 12,3 dopravce Arriva autobusy v Opavě
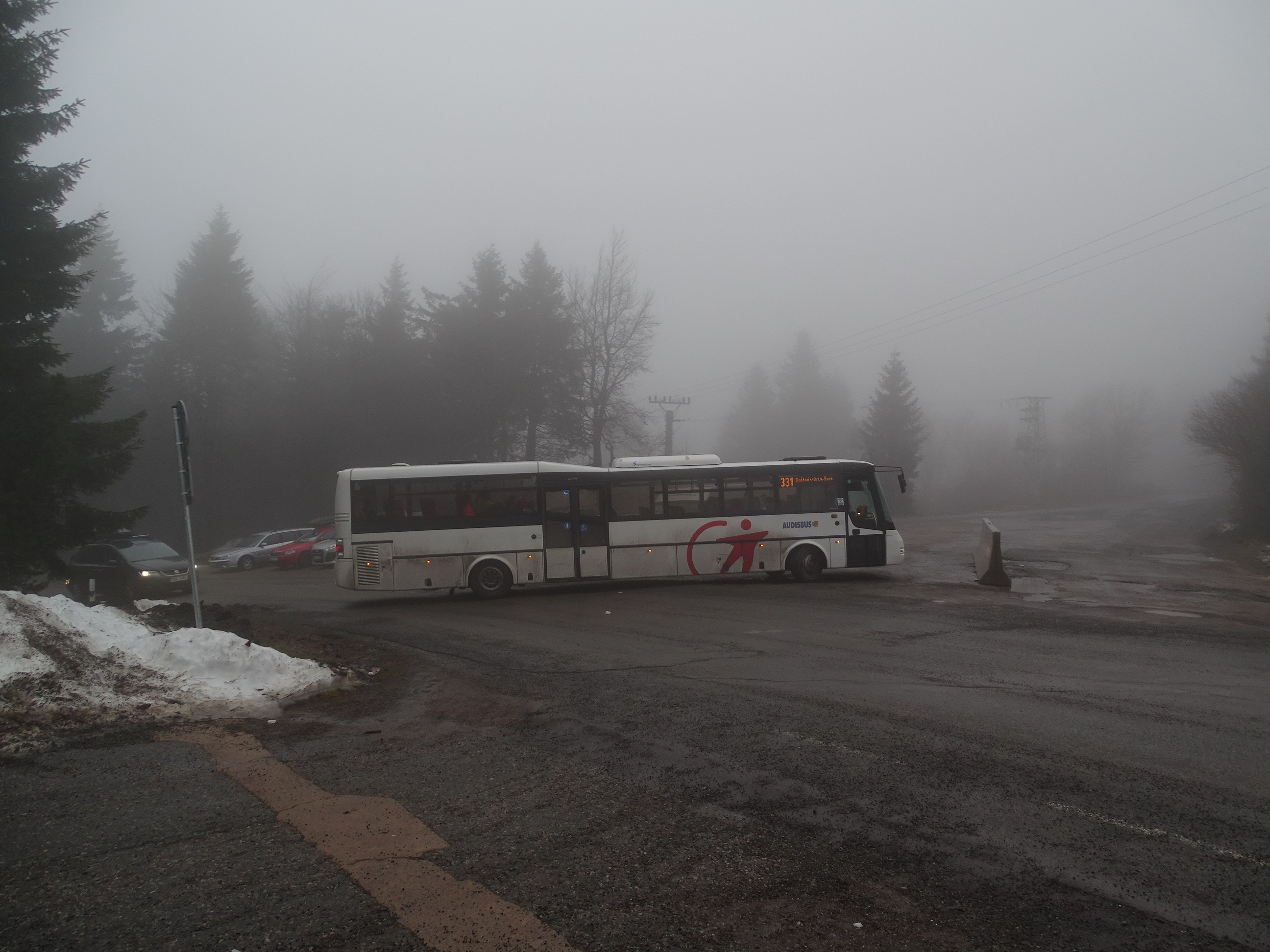
SOR CN 12,3 dopravce Audis Bus (dnes Transdev Čechy) v Deštném v Orlických horách